# Agatha Barbara
Agatha Barbara, malteška političarka, * 11. marec 1923, Żabbar, Malta, † 4. februar 2002, Żabbar.
Bila je poslanka stranke laburistov v predstavniškem domu Malte in ministrica, še zdaj drži ženski rekord po dolžini poslanskega staža. Kasneje je bila kot prva ženska imenovana za predsednico Malte. 

## Življenje in delo

### Zgodnje življenje
Rodila se je v mestecu Żabbar na vzhodu države kot drugi otrok in prva hči kapitana vlačilca v družini, ki je na koncu štela devet otrok. Oče je delal za Kraljevo vojno mornarico in bil zelo slabo plačan, zato so se s težavo preživljali. Starše je preprosila, da so jo poslali na šolanje v gimnazijo v Valletto, a ji je druga svetovna vojna preprečila nadaljevanje šolanja na višji stopnji. Delati je morala kot čuvajka pred zračnimi napadi in vodila eno od kuhinj, ki jih je britanska vojska postavila za prehrano prebivalstva. Po vojni je postala učiteljica in se vključila v politiko. Po včlanitvi v Laburistično stranko Malte (MLP) se je angažirala v strankarskih zadevah. Postala je članica izvršnega odbora MLP, vodila žensko podružnico stranke in ustanovila žensko politično gibanje na Malti.

### Politična kariera
Od leta 1947 je imela Malta omejeno samoupravo. Za volilno pravico žensk se sta ob glasnem nasprotovanju Cerkve zavzela Združenje žensk Malte in Laburistična stranka. Predlog je bil sprejet s tesno večino. Spopadi so spodbudili Barbaro, da je pokazala, kaj lahko ženske naredijo, zato je, ker so jo ljudje spodbujali, leta 1947 kandidirala na volitvah. Postala je prva in takrat edina ženska med 40 poslanci in je bila edina ženska kandidatka, ki se je uspešno potegovala za položaj na desetih zaporednih volitvah, vse do leta 1982, ko je odstopila in postala predsednica države.
Agatha Barbara je postala znana kot vneta zagovornica gospodarskih in socialnih reform. Bila je prva in do konca devetdesetih edina ženska na položaju ministrice v kabinetu. Ko je MLP leta 1955 prvič prišla na oblast, jo je Dom Mintoff od leta 1955 do 1958 imenoval za ministrico za izobraževanje. Izvedla je celovite reforme: uvedla obvezno osnovnošolsko izobraževanje za vse otroke, ustanovila šolo za izobraževanje učiteljev in posebne šole za invalide, zagotovila polno državno financiranje srednjih šol in zagotovila pouk naravoslovja za učence obeh spolov. Leta 1958 so se odnosi med Britanci in Maltežani poslabšali. Na ulicah so izbruhnili protesti in Mintoff je odstopil. Barbara je sodelovala v demonstracijah in bila obsojena na 43 dni zapora "s trdim delom". Ko je Mintoff leta 1971 ponovno prišel na oblast, je bila Agatha Barbara ponovno imenovana za ministrico za izobraževanje. Zdaj se je obvezno osnovno izobraževanje podaljšalo s 14 na 16 let, ustanavljale so se trgovske in tehnične šole ter ukinjale šolnine za univerze. Leta 1974 je postala ministrica za delo, kulturo in dobrobit. Delala je za zmanjšanje brezposelnosti in izboljšanje plač ter pogojev in odnosov v podjetjih. Uvedla je zakon o enakih plačah žensk in moških, plačanem porodniškem dopustu, 40-urnem delovnem tednu ter pokojninah in nadomestilih za brezposelnost. Ustanovila je tudi številne narodne muzeje. Leta 1976 je Agatha Barbara postala namestnica predsednika poslanske skupine MLP, ne pa stranke in podpredsednica vlade. V več krajših obdobjih je bila Mintoffova namestnica.
Barbara je prevzela vidno vlogo tudi pri varovanju malteške dediščine, saj je imela ključno vlogo pri obnovi zgodovinskih stavb v Mdini in Valletti ter spodbujanju njihove uporabe kot muzejev. 

### Predsedstvo
Volitve leta 1981 so privedle do ustavne krize, ker je Nacionalistična stranka (PN) dobila večino glasov, v parlamentu pa je dobila le manjšino: 31 poslanskih mest proti 34 za MLP. PN je bojkotirala parlament in organizirala proteste. Kljub temu je Mintoff prevzel oblast, a Barbara je bila 15. februarja 1982, namesto da bi postala ministrica, imenovana za prvo žensko na položaju predsednice države. Bila je tretja predsednica republike. Položaj je bil dotlej pretežno časten, zdaj pa je bila njena naloga razrešiti ustavno krizo. Konec svojega mandata leta 1987 je Barbara predsedovala predstavitvi in sprejetju ustavne reforme iz leta 1987, ki je med drugim utrdila neodvisnost Malte od tujih sil in predvidela dodelitev dodatnih poslanskih sedežev stranki, ki prejme absolutno večino glasov na splošnih volitvah, ne pa tudi parlamentarne večine. Leta 1987 se ji je iztekel mandat, nakar se je umaknila iz politike. Upokojila se je v Żabbarju, kjer se je rodila, in umrla leta 2002. Takratni predsednik Malte Edward Fenech Adami je 23. aprila 2006 v Żabbarju odkril spomenik v njeno čast. 

### Zasebno življenje
Barbara ni bila nikoli poročena. Malteško-avstralski publicist Joseph Chetcuti je na podlagi intervjujev z njenimi sodobniki v svoji knjigi o zgodovini LGBT na Malti objavil trditev, da je bila lezbijka.
Po drugi strani so leta 2014 prišla v javnost ljubezenska pisma, ki naj bi jih od nje prejel signalist Kraljeve vojne mornarice Derek Barnes, nastanjen na Malti med drugo svetovno vojno in jih je našla njegova sestra.

## Priznanja
- Malta: častna članica narodnega reda za zasluge (1990) samodejno kot nekdanja predsednica Malte